# 埼玉県道323号上尾環状線

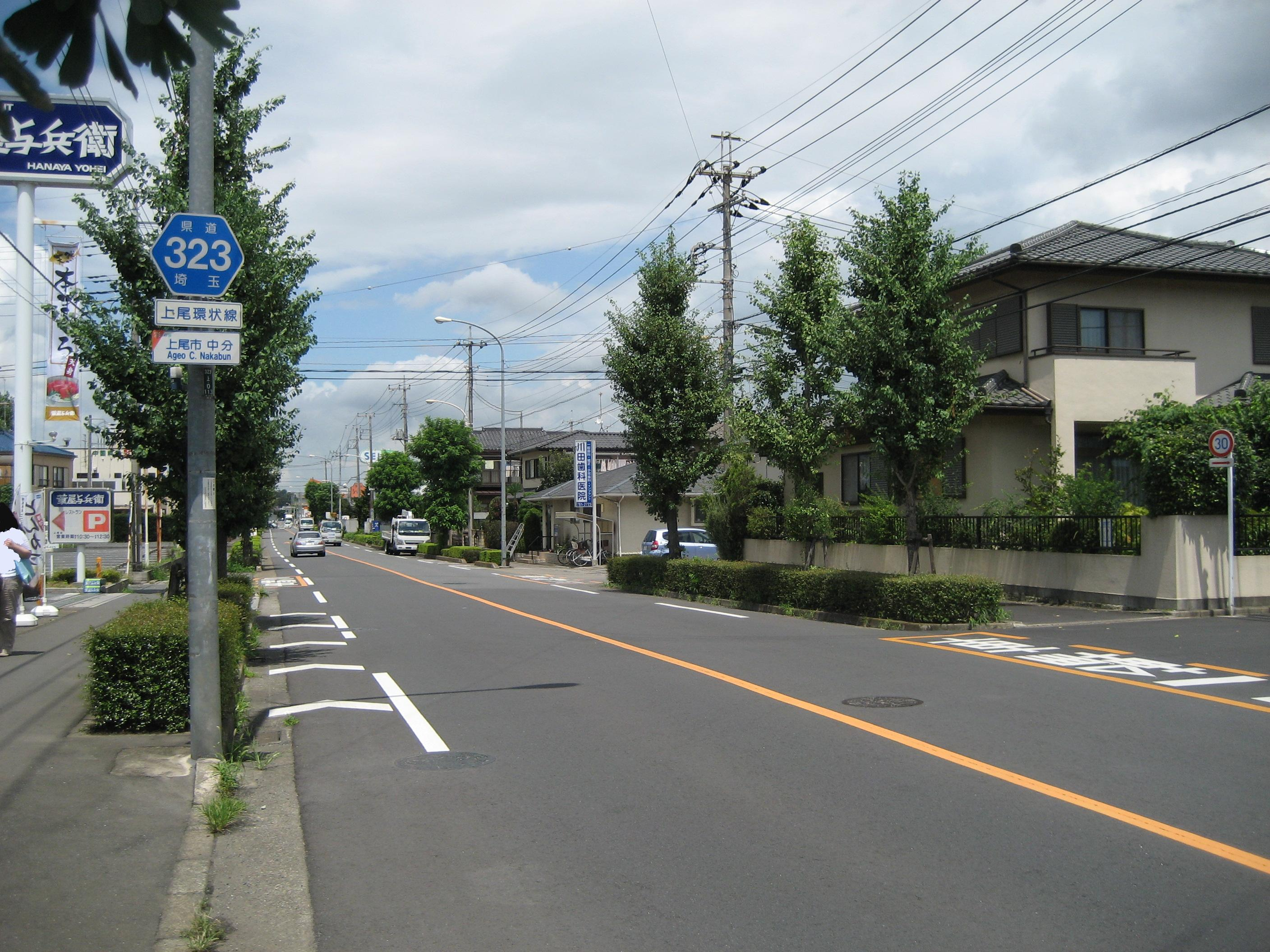
上尾市中分付近

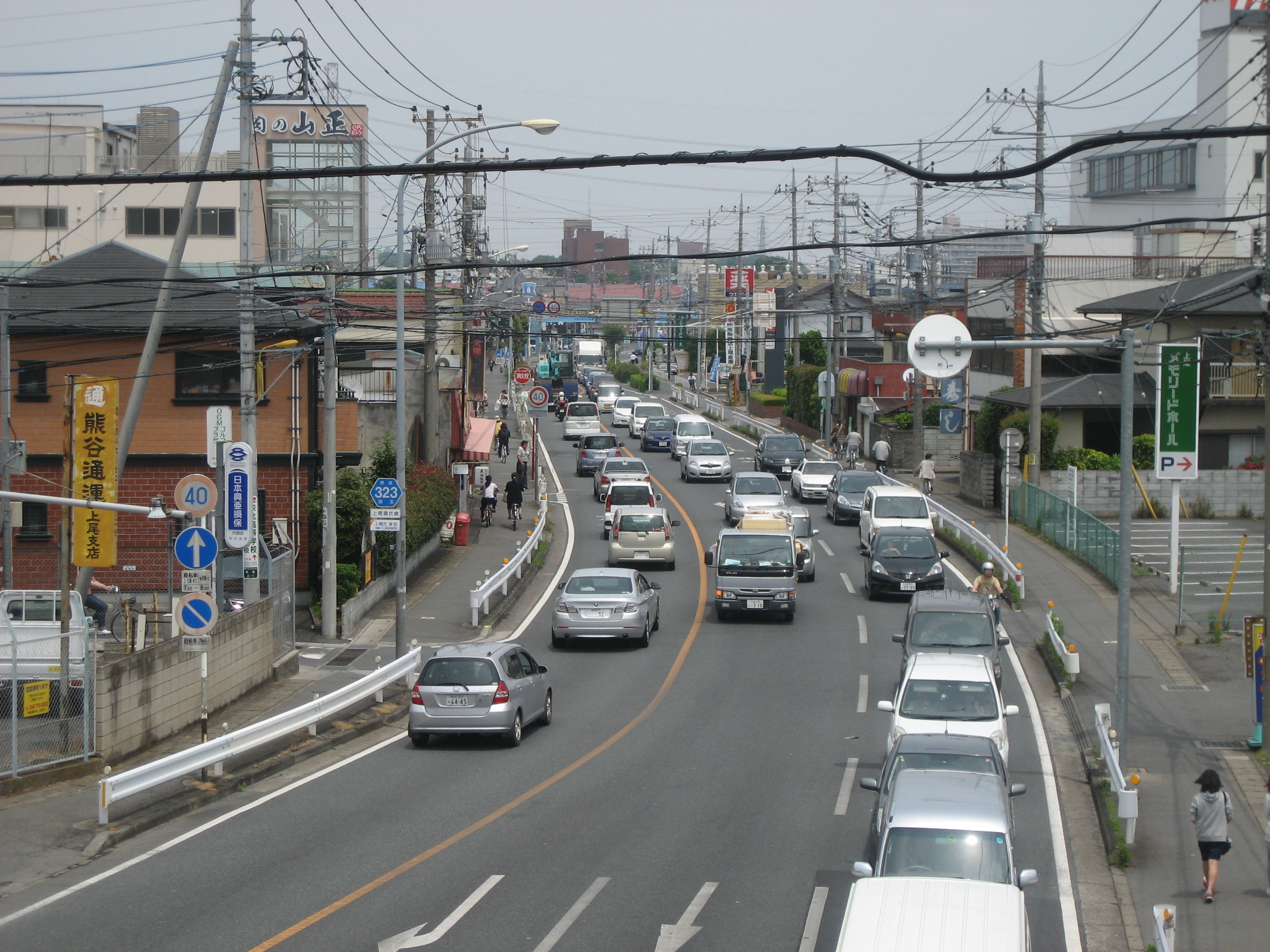
上尾市東町付近

埼玉県道323号上尾環状線（さいたまけんどう323ごう あげおかんじょうせん）は、埼玉県上尾市および北足立郡伊奈町を環状に結ぶ県道（一般県道）である。
様々な道路をつなぎ合わせているので他の県道との重複区間が多いが、名のとおり環状になっており、上尾市から北足立郡伊奈町にかけて東西南北の基幹道路を結んでいる。また、これら市町での生活基幹道路ともなっている。

## 交差する道路
- 国道17号（久保交差点）
- 埼玉県道164号鴻巣桶川さいたま線「旧中山道」（久保西交差点）
- 埼玉県道57号さいたま鴻巣線（小泉交差点 - 中分交差点：重複）
- 国道17号上尾道路（小敷谷東交差点）
- 埼玉県道51号川越上尾線（地頭方交差点 - 上尾運動公園交差点：重複）
  - 国道17号上尾道路（壱丁目南交差点：重複区間内）
  - 埼玉県道165号大谷本郷さいたま線（大谷本郷交差点：重複区間内）
  - 埼玉県道164号鴻巣桶川さいたま線「旧中山道」（上尾陸橋交差点：重複区間内）
- 国道17号（上尾運動公園交差点）
- 埼玉県道5号さいたま菖蒲線（上尾運動公園入口交差点）
- 埼玉県道311号蓮田鴻巣線（小室別所交差点先 - 六道交差点：重複）
  - 埼玉県道5号さいたま菖蒲線（寿地内 - 寿三丁目交差点：重複区間内重複）
- 埼玉県道87号上尾久喜線（寿三丁目交差点 - 久保交差点：重複）
- 国道17号（久保交差点）

## 道路愛称
上尾市によって、上尾市内の区間には全て愛称が付けられている。
- BS通り（久保西交差点 - 小泉交差点）※BS=ブリヂストン
- 夕日通り（小泉交差点 - 小敷谷地内）
- 秋葉通り（小敷谷地内 - 地頭方交差点）
- ニッサン通り（地頭方交差点 - 上尾陸橋交差点）※ニッサン=日産ディーゼル工業（当時。現・UDトラックス）
- 運動公園通り（上尾陸橋交差点 - 平塚（南）交差点）
- べにばな通り（六道交差点 - 久保西交差点）

## 通過する自治体
- 埼玉県
  - 上尾市
  - 桶川市（朝日地区を僅かに掠める）
  - 北足立郡伊奈町

## 沿道の主な施設
上尾市
- 西上尾第二団地
- 日本化薬研究所
- アリオ上尾（旧大正製薬運動場）
- 西上尾第一団地
- 上尾市役所大石支所
- 大宮ゴルフコース
- ブリヂストンサイクル
- 北上尾駅（JR高崎線）
- 上尾運動公園
- さいたま水上公園（老朽化に伴い2021年度に廃止[1]）
- 三井金属鉱業

伊奈町
- 埼玉県立がんセンター
- 埼玉県立精神医療センター
- 丸山駅（埼玉新都市交通）
- 伊奈町立南中学校